# Теодемир
Теодемир (умро 475.) је био остроготски краљ из династије Амали и отац Теодориха Великог. Владао је заједно са двоје своје браће, по имену Валамер и Видемир и био је вазал Атилин. Теодемир је био аријанац, док је његова жена Ерелијева била хришћанка, и при крштењу је узела римско име Јевсевија. Након смрти Атиле Гепиди и Остроготи предвођени Теодомиром побјеђују Хуне у бици код Неда 454. године. Након једног склопљеног споразума са Византијом био је принуђен да пошаље сина као таоца у Константинопољ, да би гарантовао поштовање споразума. Када је Теодемир умро 475. године, Теодерих га је наследио на месту краља.
За живота Валамира, оба његова млађа брата, Теодемир и Видимир, не носећи краљевско достојанство, учествовали су у управљању остроготским народом и стајали на челу његових појединих племена. Према подели између браће земаља у Панонији, Теодемир се са делом Острогота населио код језера Пелсо (данас Балатон). Имања браће била су толико удаљена једно од другог да када су Атилини синови напали краља Валамира, Теодемир му није могао помоћи (456). Кажу да је оног дана када је стигла вест о поразу Хуна, вољена конкубина Теодемира Ерелиева родила сина, који је касније постао славан Теодорих Велики. Овај последњи је са осам година послат у Византију као талац. Брак Теодорихових родитеља никада није био потпун. Можда су их раздвајале верске разлике, или су имали различито етничко порекло. Иако један од извора Теодорихову мајку назива Готом, Ерелиева можда није ни имала германско име (реч „Ерелеува“ се тумачи као „вољени мач“). Стога је могуће да је Теодорихова мајка била из римских провинција.
468. године, док су снаге Острогота биле везане на истоку у борби против Атилиног сина Денгизиха, севернопанонски Свеви су се пребацили преко готске Савије у Далмацију. Могли су слободно да прођу кроз територију Теодемира, украду готичку стоку и, натоварени пленом, вратили су се назад. Међутим, Теодемир их је срео код језера Пелсо и заробио их заједно са њиховим вођом Хунимундом. Да би стекао слободу, свевски краљ је морао да постане „Теодемиров син у оружју“. Нежељена почаст, која је требало да ојача његову зависност од Гота, није оставила прави утисак на свевског краља, и он је одмах почео да кује заверу против Острогота. Пре свега је желео да подели и ослаби готске снаге. Године 469. Теодемиров старији брат Валамир пао је у борби против Скира. После његове смрти, Теодемир је постао високи краљ Острогота.

## Ратови у Панонији
Године 469. настала је римско-варварска коалиција против Острогота. Суевски краљ Хунимунд ујединио је своје трупе са војницима Алариха, другог суевског краља или краља Ерула, са Скирима под командом Едика, оца Одоакра, и Гунулфа, његовог старијег брата, такође као код Сармата од краљева Бабаја и Бевке, и – уз подршку гепидских и ругијских одреда – прешли у готску Панонију. Истовремено, источноримски цар Лав I Макела наредио је распоређивање редовне војске у позадину Гота, које су напали варвари. Битка се одиграла на реци Болији (локализација је тешка, само се зна да је ово десна притока Дунава у Панонији). Остроготи су победили. После тога, царска војска која се приближавала се окренула назад. Лав I је уступио и пустио младог Теодорика са богатим даровима његовој отаџбини, а не помиње се никакав реципрочан уступак Острогота.
Битка на реци Болија изазвала је јасне знаке поделе међу побеђеним. Прво су отишли синови пораженог скирског краља Едикија: најстарији, Хунулф, ступио је у источноримску службу, најмлађи Одоакар је постао војник у Италији. Пратили су га бројни Ерули и Руги, као и Туркилинги; касније је Одоакар сматран њиховим краљем. У зиму 469/470, Теодемир је кренуо у рат против Свеба, језгра антиготске коалиције. Међутим, Хунимунд и његови Свеби су се повукли и кренули на запад уз Дунав. Суеви који су остали у западној и јужној Панонији потпали су под власт Острогота. Алемани, који су покушали да притекну у помоћ пораженим Свебима, отерани су назад у своје земље, у планине Алпа. Овај процес је забринуо Ругие, пошто су сада Остроготи контролисали све контакте са Италијом. Њихов краљ Флакцитеј почео је да води политику зближавања са Остроготима и око 470. оженио је свог сина Фелетеја (Феве) за Острогота Гизу из породице Амала.
Вративши се 469/470 из Византије, Теодорик је преузео власт над делом краљевине свог стрица Валамира и почео да помаже оцу у његовим походима. На челу 6.000 ратника из трећег дела племена под његовом контролом, Теодорик је прешао Дунав и напао краља Сармата на Тиси Бабаи, који је, искористивши тешкоће које су се појавиле међу Готима у новије време и уз подршку Цариграда почели упадати у њихове поседе. Теодорик је победио Сармате, убио Бабаја, а затим заузео његову резиденцију Сингидунум (савремени Београд). Теодерих је задржао Сингидунум за себе.

## Пресељавање у Македонију и северну Грчку
Убрзо је дошло до раскида са Византијом. Остроготи су били незадовољни својим положајем у Панонији. Уз примитиван начин обраде земље, земља није могла да прехрани бројни народ. Царска плата била је оскудна (300 фунти злата), а походи против суседа доносили су све мањи плен. „Са великим вапајем“ народ је приморао краља Теодемира да напусти Панонију и потражи боље земље. Ово је могло да се деси само на рачун обе империје. Видимир је послат на запад да нападне Италију, док је сам краљ прешао у Византију. Разлог за поделу народа била је немогућност исхране тако бројних маса током путовања. Западноримски цар је одбио ударац који му је претио и убедио Видимира да се насели у Галији, где су се Остроготи спојили са Визиготима.
Теодемир је, међутим, слободно стигао до Наиса (савремени Ниш), где су Готи вероватно провели зиму 473/474. Теодорик је искористио принудну паузу за оружани извиђачки налет, који га је преко Косова одвео у долину Вардара, а одатле у околина Ларисе у Тесалији. Истовремено, у његове руке су пали градови Каструм Херкулис (савремени Курвинград), Улпијана (савремени Липљан), Стоби (код модерног Градског) и Хераклеја (савремени Битољ). Очигледно задовољан успехом свог сина, Теодемир је напао Солун почетком лета 473. године. Истина, није могао да заузме овај велики град, али је склопљен споразум који је био веома користан за Теодемира. Били су насељени у седам македонских градских округа: Кир, Пела, Вереја, Метона, Пидна и Дион.
Теодемир је изабрао Киру за своју резиденцију, овде је сазвао скупштину Гота да прогласи свог сина Теодориха наследником, и овде је умро 474. године.